# Wolfgang Hoyer
Wolfgang Hoyer (* 6. Oktober 1947) ist ein ehemaliger deutscher Fußballspieler. Für die BSG Sachsenring Zwickau spielte er 1968 in der DDR-Oberliga, der höchsten Spielklasse im DDR-Fußball.

## Sportliche Laufbahn
Nachdem Wolfgang Hoyer am 7. September 1968 bei der Begegnung Sachsenring Zwickau – 1. FC Lokomotive Leipzig (3:0) seinen einzigen Oberligaeinsatz hatte, wurde er danach nur noch in der 2. Mannschaft der Betriebssportgemeinschaft (BSG) Sachsenring aufgeboten. Diese spielte in der zweitklassigen DDR-Liga, wo der 21-jährige Hoyer in der Saison 1968/69 auch nur fünf Punktspiele bestritt. In den Spielzeiten 1969/70 und 1970/71 entwickelte er sich aber zum Stammspieler, denn er bestritt von den insgesamt 60 ausgetragenen DDR-Liga-Spielen 53 Partien und war auch mit elf Toren erfolgreich. Zur Saison 1971/72 wechselte Hoyer zum DDR-Ligisten Motor Werdau. Von dieser Spielzeit an bestand die Liga aus fünf Staffeln mit in der Regel zwölf Mannschaften. Werdau war in die Staffel D eingestuft worden, in der nur elf Teams antraten. Hoyer bestritt alle 20 Punktspiele, wurde mit neun Treffern Werdaus bester Torschütze und war damit wesentlich am Staffelsieg der Mannschaft beteiligt. In der Aufstiegsrunde zur Oberliga, in der Hoyer in allen acht Spielen eingesetzt wurde und ein Tor erzielte, war Motor Werdau mit sieben Niederlagen und einem Unentschieden chancenlos. In der Saison 1972/73 blieb Hoyer mit 21 Punktspieleinsätzen und vier Tore weiter Stammspieler der Werdauer. Nach fünf Liga-Spielen und einem Tor musste er im November 1973 einen 18-monatigen Wehrdienst in der Nationalen Volksarmee antreten. Nach seiner Entlassung aus der Armee schloss sich Hoyer wieder Motor Werdau an. 1975/76 wurde er mit der Mannschaft erneut Staffelsieger in der DDR-Liga, er hatte alle 22 Punktspiele bestritten und mit acht Toren zum Erfolg beigetragen. Auch in der Aufstiegsrunde war Hoyer in alle acht Partien dabei, schoss auch drei Tore, aber Werdau scheiterte erneut. Bis 1984 spielte Hoyer mit Motor Werdau weiter in der DDR-Liga. Dabei war er bis auf 1981/82 (nur ein Punktspieleinsatz) stets Stammspieler und war zwischen 1977 und 1980 Mannschaftskapitän. Als er nach der Saison 1983/84 seine Laufbahn als DDR-Liga-Spieler beendete, hatte er für Motor Werdau 218 Punktspiele bestritten und 51 Tore erzielt, außerdem war er in acht Aufstiegsspielen eingesetzt worden, in denen vier Tore schoss. Als Übungsleiter blieb er weiter im Fußball beschäftigt, unter anderem verhalf er 1989 er ISG Greiz zum Aufstieg in die drittklassige Bezirksliga.